# Anton Göhrs
Heinrich Anton Göhrs (* 26. Januar 1884 in Lindern (Oldenburg); † 28. Oktober 1944 in Essen (Oldenburg)) war ein deutscher Politiker (Zentrum). Er war von 1923 bis 1933 Abgeordneter des Oldenburgischen Landtages.

## Leben
Göhrs war beruflich als Schneidermeister im oldenburgischen Essen tätig. Im Juni 1923 wurde er für die Zentrumspartei erstmals in den Oldenburgischen Landtag gewählt, dem er ohne Unterbrechung bis 1933 angehörte. Im Parlament war er von 1923 bis 1931 Mitglied des Petitionsausschusses, von 1931 bis 1932 sowie erneut 1933 des Finanzausschusses und von 1932 bis 1933 des Verwaltungsausschusses.
Während seiner Zugehörigkeit zum Finanzausschuss befasste sich Göhrs unter anderem mit Anleihen, die der Freistaat Oldenburg bei den Niederlanden und den Vereinigten Staaten aufgenommen hatte. In Verbindung mit seiner damaligen Tätigkeit wurde er im Sommer 1934 auf Betreiben des Zollfahndungsamtes Bremen verhaftet. Im Anschluss an die Untersuchungshaft in Oldenburg wurde er bis Februar 1935 im Schutzhaftlager Vechta festgehalten. Obwohl er die Geldstrafe, zu der er verurteilt worden war, nicht entrichten musste, beschädigten Haft und Verurteilung sein Geschäft als Schneidermeister nachhaltig. Einer Verhaftung im Zuge der „Aktion Gitter“ 1944 entging er nur aufgrund einer schweren Erkrankung.
Anton Göhrs war verheiratet und hatte fünf Kinder.